# Nicolás Terol
Nicolás Terol Peidro (* 27. září 1988 Alcoy, Valencie, Španělsko) je španělský motocyklový závodník.

## Kariéra
Svůj první závod absolvoval v roce 1999 na minibiku.

### Grand Prix
Poprvé se na startovní rošt postavil v roce 2004 na Velké ceně Gran Premio de la Comunidad Valenciana.
Nico Terol se poprvé ocitl na stupních vítězů v roce 2008 na Gran Premio de España.
Prvního vítězství dosáhl v roce 2008 v deštivém Indianapolis. Tento závod byl však hodnocen jiným způsobem, a proto se za jeho první vítězství považuje Cardion AB Grand Prix České republiky 2009.
Od roku 2010 je členem týmu Bankia Aspar Team.
Jeho týmovými kolegy pro rok 2011 jsou Adrian Martin a Hector Faubel.

## Fotogalerie

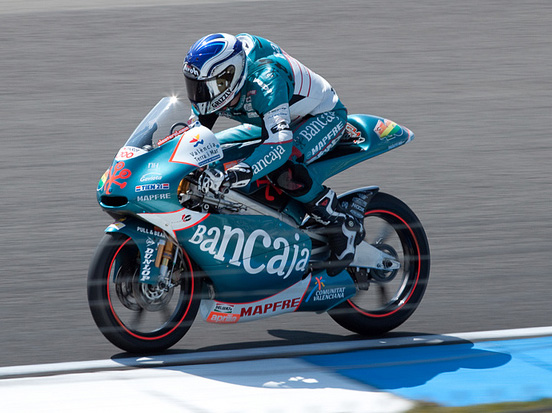
Nico Terol
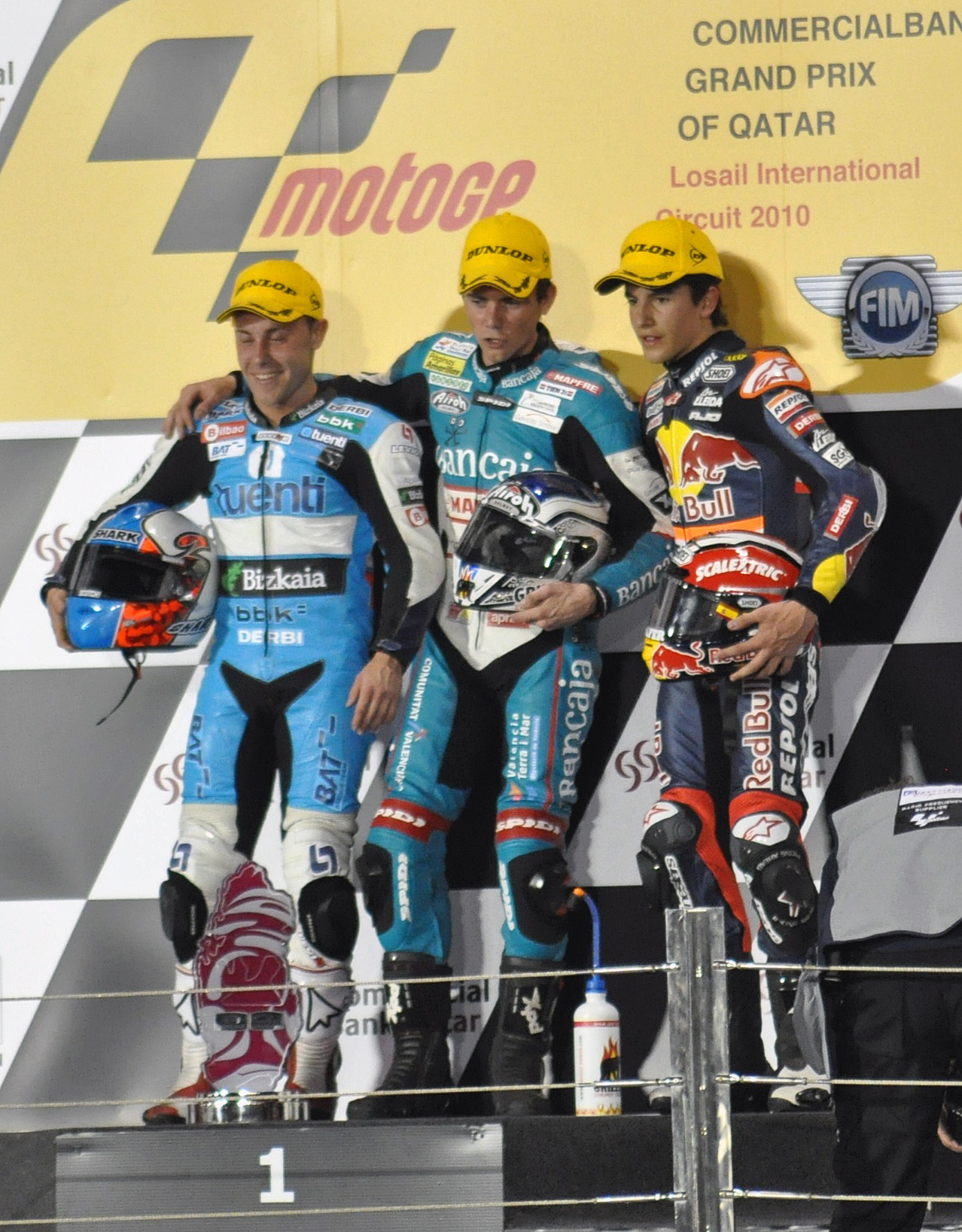